# Paranerita carminata
Paranerita carminata är en fjärilsart som beskrevs av William Schaus 1905. Paranerita carminata ingår i släktet Paranerita och familjen björnspinnare. Inga underarter finns listade i Catalogue of Life.